# Pol-Mot Holding
Pol-Mot Holding SA – polski holding, działający głównie w branży motoryzacyjnej (produkcja i import samochodów oraz produkcja maszyn rolniczych).

## Opis
Pol-Mot powstał w ramach reorganizacji systemu eksportu wyrobów polskiego przemysłu motoryzacyjnego, na mocy Zarządzenia Ministra Przemysłu Maszynowego nr 21/Org/68 w sprawie utworzenia przedsiębiorstwa państwowego pod nazwą: Przedsiębiorstwo Handlu Zagranicznego Przemysłu Motoryzacyjnego „Polmo”, w miejsce Centrali Handlu Zagranicznego „Motoimport” z dnia 18 III 1968 roku. PHZ Polmo podporządkowano poprzez Zjednoczenie Przemysłu Maszynowego Ministerstwu Przemysłu Maszynowego. Na mocy Zarządzenia Ministra Przemysłu Maszynowego nr 30/Org/68 z dnia 23 IV 1968 roku, dokonano zmiany nazwy przedsiębiorstwa na: Przedsiębiorstwo Handlu Zagranicznego Przemysłu Motoryzacyjnego „Polmot”. W tym czasie zajmował się głównie eksportem produktów polskiego przemysłu motoryzacyjnego oraz importem samochodów ciężarowych, osobowych i specjalizowanych (np. wozów straży pożarnej).
W latach 1990-1996 został sprywatyzowany i przekształcony w spółkę akcyjną, o strukturze holdingu.
W skład grupy kapitałowej pod firmą POL-MOT Holding SA wchodzi kilkanaście spółek działających w następujących obszarach gospodarki: motoryzacja i transport, ciągniki i maszyny rolnicze, odnawialne źródła energii, budownictwo i nieruchomości, brokerstwo ubezpieczeniowe, hotelarstwo, przemysł chemiczny.
W kwietniu 2022 roku, ze względu na wcześniejsze kupno (w 2011 r.) Ursusa i nieudźwignięcie przedsięwzięcia, przedsiębiorstwo POL-MOT Holding SA znalazło się w upadłości.